# Riforgiare il destino
(Sarkhan Vol)

Il logo del set

Riforgiare il destino è un'espansione del gioco di carte collezionabili Magic: l'Adunanza, edito da Wizards of the Coast. In vendita in tutto il mondo dal 23 gennaio 2015, è il secondo set di tre del Blocco di Tarkir, che comprende anche le espansioni I Khan di Tarkir e Draghi di Tarkir.

## Ambientazione
Sarkhan Vol, planeswalker originario di Tarkir, ha praticato un'antica magia che gli ha permesso di viaggiare per 1280 anni a ritroso nel passato, fino all'epoca in cui i draghi non erano ancora stati estinti dai clan. L'obiettivo di Sarkhan è così finalmente svelato: impedire che Nicol Bolas, il drago planeswalker, uccida il suo rivale Ugin.
A differenza del presente, i clan non sono in guerra tra di loro ma cercano di sopravvivere contro i draghi con cui si contendono il territorio: le casate Abzan si contendono le dune sabbiose con la stirpe di Dromoka, dalle scaglie impenetrabili. La via Jeskai conduce una battaglia sulle cime delle montagne contro l'astuta progenie del drago Ojutai. La covata Sultai tenta il dominio delle paludi contro Silumgar e la sua stirpe dal soffio velenoso. L'orda Mardu combatte nelle steppe faccia a faccia contro i draghi della progenie di Kolaghan. Infine la frontiera Temur cerca di proteggere gli altopiani ghiacciati dall'inarrestabile fame della stirpe di Atarka.

## Caratteristiche
Riforgiare il destino è composta da 185 carte, stampate a bordo nero, così ripartite:
- per colore: 29 bianche, 29 blu, 30 nere, 29 rosse, 30 verdi, 10 multicolore, 7 incolori, 21 terre.
- per rarità: 70 comuni, 60 non comuni, 35 rare, 10 rare mitiche e 10 terre base

Il simbolo dell'espansione è composto da due zanne poste specularmente con simmetria centrale, e si presenta nei consueti quattro colori a seconda della rarità: nero per le comuni, argento per le non comuni, oro per le rare, e bronzo per le rare mitiche.
Riforgiare il destino è disponibile in bustine da 15 carte casuali e in 5 mazzi tematici precostituiti da 60 carte ciascuno:
- Unflinching Assault (bianco/nero)
- Cunning Plan (blu/rosso)
- Grave Advantage (nero/verde)
- Stampeding Hordes (rosso/bianco)
- Surprise Attack (verde/blu)

Come già per l'espansione precedente, ciascun mazzo contiene una carta con un'illustrazione alternativa rispetto alle carte che si potevano trovare nelle bustine. Ecco di seguito l'elenco:
- Generale della Scaglia di Drago per il mazzo Unflinching Assault
- Vendicatori dell'Occhio Saggio per il mazzo Cunning Plan
- Supremo Demone della Depravazione per il mazzo Grave Advantage
- Cavaliere della Carica Infuocata per il mazzo Stampeding Hordes
- Sciamano di Guerra Temur per il mazzo Surprise Attack

### Prerelease
Riforgiare il Destino fu presentata in tutto il mondo durante i tornei di prerelease il 17 gennaio 2015. Durante il prerelease ogni giocatore ha dovuto scegliere uno dei cinque clan guerrieri di Tarkir, ricevendo un cofanetto dei colori appropriati, che oltre a contenere cinque bustine da 15 carte casuali, forniva una "bustina selezionata", contenente in maggioranza carte dei colori corrispondenti al clan scelto. Queste confezioni contenevano anche una speciale carta olografica promozionale che, come successo per i prerelease delle espansioni degli ultimi due blocchi di Magic, poteva essere inclusa all'interno del proprio mazzo durante il torneo.
Ciascun cofanetto conteneva inoltre una scheda con nove diversi obiettivi. Una volta completati tutti, il giocatore riceveva uno speciale pacchetto del "Destino di Ugin", composto da una terra base, una pedina per l'abilità "Manifestare" e due carte a caso (una comune ed una non comune/rara) tra una selezione di carte contenute in I Khan di Tarkir o Riforgiare il destino. Ciascuna di queste carte presenta un'illustrazione diversa da quella originale, in cui vengono mostrati i cambiamenti avvenuti nel nuovo presente di Tarkir.
A volte la non comune/rara era sostituita dall'unica rara mitica del pool, ossia Ugin, lo Spirito Drago con un'illustrazione alternativa rispetto a quella trovabile normalmente nelle bustine, che la rese fin da subito molto ambita dai giocatori.

### Ristampe
Nel set sono state ristampate le seguenti carte da espansioni precedenti:
- Acquitrino Tetro (dall'espansione I Khan di Tarkir)
- Altopiani Accidentati (dall'espansione I Khan di Tarkir)
- Baia Tranquilla (dall'espansione I Khan di Tarkir)
- Cacciare i Deboli (presente nei set base Magic 2014 e Magic 2015)
- Cascate di Boscorovo (dall'espansione I Khan di Tarkir)
- Caverne del Sangue Versato (dall'espansione I Khan di Tarkir)
- Conca nella Giungla (dall'espansione I Khan di Tarkir)
- Dirupo Eroso dai Venti (dall'espansione I Khan di Tarkir)
- Distese Desolate (dall'espansione I Khan di Tarkir)
- Fuochi d'artificio (dall'espansione Leggende e presente in tutti i set base dalla quarta edizione all'Ottava Edizione compresi)
- Immergere nell'Oscurità (dall'espansione Patto delle Gilde )
- Ratti del Tifo (dall'espansione Innistrad e presente nel set base Magic 2015 oltre che nel set speciale Conspiracy)
- Rupi di Rapidacque (dall'espansione I Khan di Tarkir)
- Sabbie Verdeggianti (dall'espansione I Khan di Tarkir)
In alcune bustine del set sono presenti le cinque "Fetchlands" de I Khan di Tarkir (Spiaggia Allagata, Delta Inquinato, Pantano Insanguinato, Colline Boscose e Landa Ventosa) al posto della terra, ma non sono considerate ristampe in quanto presentano il simbolo di quest'ultima invece che quello di Riforgiare il Destino.

## Novità
Riforgiare il Destino introduce tre nuove abilità nel gioco, oltre a riprendere Prodezza, Esumare e Ferocia dal set precedente.

### Nuove abilità
- Sostenere

L'abilità Sostenere permette al giocatore di piazzare un certo numero di segnalini +1/+1, sempre indicato dopo la parola chiave, sulla creatura da lui controllata dotata di costituzione minore. Se più creature condividono questa caratteristica, il giocatore può scegliere una qualsiasi tra di esse.
- Accelerare

Abilità tipica delle creature, Accelerare permette di lanciare una creatura pagando un costo alternativo (solitamente minore di quello normale). Una creatura lanciata in questo modo ottiene l'abilità Rapidità, ma alla fine del turno il suo proprietario la deve riprendere in mano.
- Manifestare

L'abilità Manifestare permette di mettere in campo a faccia in giù la prima carta del proprio grimorio, trattandola come se fosse una creatura 2/2 senza alcun colore o abilità. Se si tratta di una creatura, la carta ottiene inoltre l'abilità Metamorfosi ed il suo controllore può girarla a faccia in su pagando il suo costo di mana.

### Nuovi Planeswalker

#### Ugin, lo Spirito Drago
Ugin è un drago planeswalker spiritico originario di Tarkir, che in passato fornì un importante contributo nella sconfitta degli Eldrazi sul piano dimensionale di Zendikar. Ucciso in seguito da Nicol Bolas su Tarkir, Ugin riuscì comunque a comunicare con Sarkhan Vol dall'aldilà e spingerlo a viaggiare nel passato, fino al momento della battaglia fra i due draghi.